# Хартия (компания)
Хартия — российская компания, один из региональных операторов, работающих в сфере вывоза и переработки отходов. Входит в пятерку ведущих московских компаний в этой отрасли, является второй компанией в масштабах России по рейтингу The Bell и третьей — по рейтингу Форбс.
На лето 2021 года «Хартия» обслуживает более 6,8 млн человек в 90 муниципальных образованиях в пяти субъектах федерации и вывозит свыше 3,1 млн тонн отходов с площади в 56 тыс. квадратных километров. Парк мусоровывозящей и вспомогательной техники оператора составляет более 730 единиц. Парк контейнеров и бункеров компании, в том числе для раздельного сбора, составляет почти 80 тыс. единиц.
География присутствия оператора:
- Северо-Восточный и Восточный административные округа города Москвы[5];
- Ногинский кластер Московской области (14 муниципальных образований)[6];
- Ярославль и Ярославская область[7];
- Тула, а также Киреевский и Щекинский районы Тульской области.
- Александровский, Киржачский, Кольчугинский, Петушинский, Собинский и Юрьев-Польский районы Владимирской области[5][8].

## История
ООО «Хартия» было основано в 2012 году Александром Цурканом.
В 2013—2014 году компания выиграла конкурсы на вывоз твердых бытовых отходов из Восточного и Северо-Восточного округов Москвы в рамках долгосрочных подрядов с объёмом финансирования в 42,67 млрд рублей.
После этого началось строительство необходимой инфраструктуры: в 2014 году компания купила у Банка Москвы сортировочный комплекс на Алтуфьевском шоссе и компанию «Доминанта», владевшую парком мусоровозов, в 2016-м приобрела полигон в Петушинском районе Владимирской области, а в 2017 также получила в аренду у московских властей мусоросжигательный завод МСЗ-4.
В 2017 году бизнесмен Игорь Чайка выкупил 60 % фирмы у её основателя и анонсировал выход бизнеса на региональные рынки. В 2018 году Цуркан продал оставшиеся 40 % «Хартии» бизнес-партнерам Игоря Чайки Юрию и Александру Пономаревым.
В 2018 году компания получила статус регионального оператора по обращению с отходами в Ярославле и Ярославской области. Соглашение действует до 2026 года.
В том же году «Хартия» стала оператором в Туле и некоторых районах Тульской области. Контракт заключен на восемь лет. Также в 2019 году «Хартия» начала деятельность в Ногинском кластере Московской области в рамках соглашения с подмосковным правительством сроком на десять лет.
В 2019 году компания получила статус регионального оператора во Владимирской области. Срок действия соглашения — до 2028 года включительно.
В 2020 году последствия пандемии COVID-19 привели к снижению рентабельности деятельности компании. Компания прибегла к услугам банков для покрытия кассовых разрывов и обратилась за получением поддержки из региональных и федерального бюджетов. Решение о выделении федеральных трансфертов для предоставления субсидий региональным операторам по обращению с ТКО было принято Правительством РФ 10.04.2020.
Весной 2021 года «Хартия» анонсировала запуск на территории экотехнопарка «Тула» инновационной технологии сортировки и глубокой переработки ТКО полностью замкнутого цикла.

## Оценки
Компания подвергалась критике со стороны жителей Владимирской области за некорректное начисление оплаты за вывоз мусора из сельской местности. В 2019 году жители города Карабаново Александровского района Владимирской области протестовали против проекта строительства мусоросортировочной станции.
Благодаря деятельности «Хартии» как регионального оператора Ярославская область вышла на лидирующие позиции в РФ по доле переработки ТКО.
Эксперты «Российского экологического оператора» отметил ООО «Хартия» в числе лучших в части сортировки мусора в соответствии с национальным проектом «Экология».

## Санкции
26 октября 2022 года, как компания связанная с Игорем Чайкой, ООО «Хартия» была включена в санкционный список США